# Andreas Nicolai Follingius
Andreas Nicolai Follingius, född 31 december 1679, död 29 juli 1739 i Marbäcks församling, Jönköpings län, var en svensk präst.

## Biografi
Andreas Follingius föddes 1679. Han var son till kyrkoherden Nicolaus Follingius och Catharina Rymonius i Vikingstads församling. Follingius blev 1703 student vid Lunds universitet och prästvigddes 1706. Han blev sedan pastorsadjunkt i Höreda församling. År 1707 blev han komminister i Mellby församling och 1721 kyrkoherde i Marbäcks församling. Follingius avled 1739 i Marbäcks församling.

### Familj
Follingius gifte sig första gången med Sara Höök. Hon var dotter till kyrkoherden Sveno Svenonis Höök och Christina Zacharisdotter Torpadius i Adelövs församling. Hon hade tidigare varit gift med komministern Sveno Petri Juringius i Mellby församling.
Follingius gifte sig andra gången med Agneta Christina Svahn. Efter Follingius död gifte hon om sig med kyrkoherden Magnus Ramstedt i Målilla församling.